# Bubba Watson
Gerry Lester Watson Jr., detto Bubba (Bagdad, 5 novembre 1978), è un golfista statunitense.

## Biografia
Watson è nato e cresciuto a Bagdad (Florida). 
È uno dei pochi golfisti mancini ed è noto nel circuito per la straordinaria potenza del suo drive e per la fantasia del suo gioco.
Watson è tra i giocatori più lunghi del PGA Tour, nel 2007 ha avuto una media drive di 315,2 yards (288,2 m) e può raggiungere oltre 350 iarde (320 m), in grado di generare una velocità di palla fino a 194 mph (312 km/h).
Nell'aprile 2012 vince il suo primo Major battendo alla seconda buca del playoff il sudafricano Louis Oosthuizen. Dopo aver realizzato il colpo vincente non riesce a contenere la commozione piangendo per diversi minuti, cosa che si ripete nell'intervista che precede la cerimonia di vestizione della giacca verde che gli viene porta dal campione uscente, il sudafricano Charl Schwartzel.
Secondo Masters vinto
Watson ha vinto il Masters Tournament 2014 con tre colpi di vantaggio, con un punteggio di -8. Entra nei playoff con il ventenne rookie Jordan Spieth.
Con la vittoria, Watson è diventato il 17 ° giocatore a vincere il Masters due o più volte.
È per ordine di merito nella Ryder Cup 2014.

## Vita privata
Watson si è sposato con Angela P. "Angie" Watson nel settembre 2004.
Watson è anche membro dei "Golf Boys", una boy band composta da Watson, Ben Crane, Rickie Fowler, Hunter Mahan e la loro hit "Oh Oh Oh" è attualmente disponibile su YouTube. Il video è stato prodotto da Farmers Insurance Group e vengono donati 1.000 dollari in beneficenza per ogni 100.000 visualizzazioni ottenute.
Watson è cristiano e parla apertamente di Gesù e dell'importanza della fede nella sua vita e dice che Dio è la cosa più importante della sua vita. Watson inoltre dedica molto del suo tempo e denaro in beneficenza.
Ha acquistato il palazzo nella comunità Isleworth di Windermere (Florida) che in precedenza era di proprietà di Tiger Woods.
Nel 2013, egli è stato aggiunto alla lista Great Floridians dal Governatore Rick Scott.

## Attrezzatura
- Driver: Ping G400 LST, 8.5 degrees
- 3-wood: Ping G400, 16.5 degrees
- Irons (3–PW): Ping S55
- Wedges: Ping Glide 2.0 (52 56 61 degrees)
- Putter: Ping Anser 303SS
- Ball: Titleist ProV1x

## Vittorie professionali (14)

### PGA Tour vittorie (12)
| Legenda                      |
| Tornei Major (2)             |
| World Golf Championships (2) |
| Altri PGA Tour (8)           |

| No. | Data              | Torneo                           | Punteggio di vittoria | To par | Margine | Secondo/i                                            |
| --- | ----------------- | -------------------------------- | --------------------- | ------ | ------- | ---------------------------------------------------- |
| 1   | 27 giugno, 2010   | Travelers Championship           | 65-68-67-66=266       | −14    | Playoff | Corey Pavin, Scott Verplank                          |
| 2   | 30 gennaio, 2011  | Farmers Insurance Open           | 71-65-69-67=272       | −16    | 1 colpo | Phil Mickelson                                       |
| 3   | 1 maggio, 2011    | Zurich Classic of New Orleans    | 66-68-70-69=273       | −15    | Playoff | Webb Simpson                                         |
| 4   | 8 aprile, 2012    | Masters Tournament               | 69-71-70-68=278       | −10    | Playoff | Louis Oosthuizen                                     |
| 5   | 16 febbraio, 2014 | Northern Trust Open              | 70-71-64-64=269       | −15    | 2 colpi | Dustin Johnson                                       |
| 6   | 13 aprile, 2014   | Masters Tournament (2)           | 69-68-74-69=280       | −8     | 3 colpi | Jonas Blixt, Jordan Spieth                           |
| 7   | 9 novembre, 2014  | WGC-HSBC Champions               | 71-67-69-70=277       | −11    | Playoff | Tim Clark                                            |
| 8   | 28 giugno, 2015   | Travelers Championship (2)       | 62-67-68-67=264       | −16    | Playoff | Paul Casey                                           |
| 9   | 21 febbraio, 2016 | Northern Trust Open (2)          | 66-68-67-68=269       | −15    | 1 colpo | Jason Kokrak, Adam Scott                             |
| 10  | Feb 18, 2018      | Genesis Open (3)                 | 68-70-65-69=272       | −12    | 2 colpi | Tony Finau, Kevin Na                                 |
| 11  | 25 marzo, 2018    | WGC-Dell Technologies Match Play | 7 e 6                 | 7 e 6  | 7 e 6   | Kevin Kisner                                         |
| 12  | 24 giugno, 2018   | Travelers Championship (3)       | 70-63-67-63=263       | −17    | 3 colpi | Paul Casey, Stewart Cink, J. B. Holmes, Beau Hossler |

PGA Tour playoff record (5–1)
| No. | Anno | Torneo                        | Avversario                  | Risultato                                                                     |
| --- | ---- | ----------------------------- | --------------------------- | ----------------------------------------------------------------------------- |
| 1   | 2010 | Travelers Championship        | Corey Pavin, Scott Verplank | Vinto con par alla seconda buca extra Pavin eliminato dal par alla prima buca |
| 2   | 2010 | PGA Championship              | Martin Kaymer               | Perde alla terza buca Kaymer: E (4-2-5=11) Watson: +1 (3-3-6=12)              |
| 3   | 2011 | Zurich Classic of New Orleans | Webb Simpson                | Vinto con tiro birdie alla seconda buca extra                                 |
| 4   | 2012 | The Masters                   | Louis Oosthuizen            | Vince con il par alla seconda buca extra                                      |
| 5   | 2014 | WGC-HSBC Champions            | Tim Clark                   | Vinto con birdie alla prima buca extra                                        |
| 6   | 2015 | Travelers Championship        | Paul Casey                  | Vinto con tiro birdie alla seconda buca extra                                 |

## Tornei Major

### Vittorie (2)
| Anno | Campionato      | 54 buche       | Punteggio di vittoria | Margine  | Secondo/i                  |
| ---- | --------------- | -------------- | --------------------- | -------- | -------------------------- |
| 2012 | The Masters     | 3 shot deficit | −10 (69-71-70-68=278) | Playoff1 | Louis Oosthuizen           |
| 2014 | The Masters (2) | Tied per lead  | −8 (69-68-74-69=280)  | 3 colpi  | Jonas Blixt, Jordan Spieth |

1Ha sconfitto Louis Oosthuizen in un playoff: Watson (4-4), Oosthuizen (4-5).

### Risultati Timeline
| Tournament            | 2004 | 2005 | 2006 | 2007 | 2008 | 2009 | 2010 | 2011 | 2012 | 2013 | 2014 |
| --------------------- | ---- | ---- | ---- | ---- | ---- | ---- | ---- | ---- | ---- | ---- | ---- |
| The Masters           | DNP  | DNP  | DNP  | DNP  | T20  | 42   | DNP  | T38  | 1    | T50  | 1    |
| U.S. Open             | CUT  | DNP  | DNP  | T5   | CUT  | T18  | DNP  | T63  | CUT  | T32  | CUT  |
| The Open Championship | DNP  | DNP  | DNP  | DNP  | DNP  | CUT  | CUT  | T30  | T23  | T32  | CUT  |
| PGA Championship      | DNP  | DNP  | DNP  | CUT  | 70   | CUT  | 2    | T26  | T11  | CUT  | T64  |

DNP = Non ha giocato

CUT = Non ha passato il taglio

T = Posizione 

Verde vittoria.Giallo top-10.

## Apparizioni nei team USA
Professionale
- Ryder Cup: 2010, 2012, 2014
- Presidents Cup: 2011 (vincitori)

### Squadra Ryder Cup Stati Uniti 2014
Le regole di qualificazione degli Stati Uniti sono stati annunciate il 20 marzo 2013 e rimangono le stesse come per il 2012, tranne che il numero di scelte del capitano che è stato ridotto da quattro a tre.
| Posizione | Nome           | 2013 Major | 2014 Major | Regolare eventi | Alternato eventi | Punti    |
| --------- | -------------- | ---------- | ---------- | --------------- | ---------------- | -------- |
| 1         | Bubba Watson   | 105.977    | 3277.400   | 3546.661        | 0                | 6930.038 |
| 2         | Rickie Fowler  | 293.697    | 4994.480   | 1445.076        | 0                | 6733.253 |
| 3         | Jim Furyk      | 921.040    | 2302.118   | 3484.536        | 0                | 6707.694 |
| 4         | Jimmy Walker   | 0          | 1548.130   | 4563.275        | 0                | 6111.405 |
| 5         | Phil Mickelson | 2172.000   | 2436.928   | 901.411         | 0                | 5510.339 |
|           | Dustin Johnson | 413.662    | 941.927    | 3778.217        | 0                | 5133.806 |
| 6         | Matt Kuchar    | 462.226    | 1044.939   | 3607.500        | 0                | 5114.665 |
| 7         | Jordan Spieth  | 24.641     | 1913.010   | 2898.177        | 0                | 4835.828 |
| 8         | Patrick Reed   | 0          | 134.440    | 3515.787        | 0                | 3650.227 |
| 9         | Zach Johnson   | 496.827    | 166.024    | 2905.843        | 0                | 3568.694 |
| 10        | Jason Dufner   | 1883.199   | 50.059     | 1626.462        | 0                | 3559.720 |
| 11        | Ryan Moore     | 88.151     | 374.315    | 2890.405        | 0                | 3352.871 |
| 12        | Brendon Todd   | 0          | 344.373    | 2999.009        | 0                | 3343.382 |
| 13        | Keegan Bradley | 206.530    | 840.555    | 2277.612        | 0                | 3324.697 |

| Team USA       |     |                          |                          |                          |                          |                          |                          |                          |
| Name           | Age | Points rank              | World ranking            | Previous Ryder Cups      | Matches                  | W–L–H                    | Winning percentage       |                          |
| Tom Watson     | 65  | Capitano (non giocatore) | Capitano (non giocatore) | Capitano (non giocatore) | Capitano (non giocatore) | Capitano (non giocatore) | Capitano (non giocatore) | Capitano (non giocatore) |
| Bubba Watson   | 35  | 1                        | 7                        | 2                        | 8                        | 3–5–0                    | 37.50                    |                          |
| Rickie Fowler  | 25  | 2                        | 10                       | 1                        | 3                        | 0–1–2                    | 33.33                    |                          |
| Jim Furyk      | 44  | 3                        | 4                        | 8                        | 30                       | 9–17–4                   | 36.67                    |                          |
| Jimmy Walker   | 35  | 4                        | 19                       | 0                        | Rookie                   | Rookie                   | Rookie                   |                          |
| Phil Mickelson | 44  | 5                        | 11                       | 9                        | 38                       | 14–18–6                  | 44.74                    |                          |
| Matt Kuchar    | 36  | 6                        | 9                        | 2                        | 7                        | 3–2–2                    | 57.14                    |                          |
| Jordan Spieth  | 21  | 7                        | 13                       | 0                        | Rookie                   | Rookie                   | Rookie                   |                          |
| Patrick Reed   | 24  | 8                        | 27                       | 0                        | Rookie                   | Rookie                   | Rookie                   |                          |
| Zach Johnson   | 38  | 9                        | 16                       | 3                        | 11                       | 6–4–1                    | 59.09                    |                          |
| Keegan Bradley | 28  | 13                       | 26                       | 1                        | 4                        | 3–1–0                    | 75.00                    |                          |
| Webb Simpson   | 29  | 15                       | 33                       | 1                        | 4                        | 2–2–0                    | 50.00                    |                          |
| Hunter Mahan   | 32  | 25                       | 21                       | 2                        | 8                        | 3–2–3                    | 56.25                    |                          |

Le scelte del capitano sono mostrati in giallo. La classifica mondiale è dato al momento della Ryder Cup.
I giocatori disponibili con le più alte classifiche mondiali non nella squadra erano: Billy Horschel (ranked 14), Chris Kirk (22), and Steve Stricker (28).
Lista completa: http://www.pgatour.com/stats/stat.131.html